# گریت شادیکو
گریت شادیکو (استونیایی: Grit Šadeiko؛ زادهٔ ۲۹ ژوئیهٔ ۱۹۸۹) ورزشکار هفت‌گانه اهل استونی است.
وی در بازی‌های المپیک تابستانی ۲۰۱۲ و بازی‌های المپیک تابستانی ۲۰۱۶ شرکت کرده است.